# Novembre 1987

## Événements
- Mikhaïl Gorbatchev accélère la libéralisation et la démocratisation en URSS.

- 1er novembre (Formule 1) : Grand Prix automobile du Japon.

- 6 novembre : Noboru Takeshita, Premier ministre du Japon (fin en 1989).

- 7 novembre : le président Habib Bourguiba est destitué en Tunisie. Zine el-Abidine Ben Ali lui succède.

- 8 novembre : sommet d’Amman : les relations diplomatiques entre les membres de la LEA et l’Égypte sont rétablies, à l’exception de l’Algérie, de la Jamahiriya arabe libyenne, de la Syrie et du Liban.

- 10 novembre : mort de Seyni Kountché succédé à la présidence du Niger par le colonel Ali Saibou.

- 15 novembre (Formule 1) : Grand Prix automobile d'Australie.

- 29 novembre[1] : conférence économique latino-américaine d’Acapulco qui affirme que « le retour d’une croissance économique soutenue, l’améliorations du niveau de vie des populations et le renforcement des processus démocratiques » exigent « une solution permanente au problème de la dette ».

- 30 novembre : modification en Suisse de l'ordonnance du 4 juillet 1984 réglementant les preuves documentaires de l'origine des marchandises en matière de commerce extérieur.

## Naissances
- 1er novembre :
  - Racim Benyahia, auteur de bande dessinée algérien.
- 3 novembre : Elizabeth Smart, victime d'enlèvement
- 4 novembre : T.O.P, Choi Seunghyun, acteur, collectionneur d'Art, chanteur, rapper du groupe sud-coréen BIGBANG
- 5 novembre : Kevin Jonas, guitariste américain.
- 6 novembre : Ana Ivanović, joueuse de tennis.
- 8 novembre : Ilunga Makabu, Boxeur de la République Démocratique du Congo.
- 9 novembre : Zahara, musicienne sud-africaine († 11 décembre 2023).
- 12 novembre : Alexandre Elion auteur français de la saga Phœnix Rhapsodie.
- 15 novembre : Mini Tsai, actrice, animatrice, et chanteuse taïwanaise.
- 20 novembre : Lucien van Geffen, acteur néerlandais.
- 24 novembre : Alejandro Talavante, matador espagnol.
- 26 novembre : Kat DeLuna, chanteuse américaine.
- 28 novembre : Karen Gillan, actrice écossaise.
- 30 novembre : 
  - Dougie Poynter, musicien (bassiste) anglais.
  - Daniel Noboa, homme d'affaires et homme d'État équatorien.

## Décès
- 1er novembre : René Lévesque, homme politique indépendantiste québécois (° 1922).
- 4 novembre : Pierre Seghers, poète et éditeur français (° 1906).
- 12 novembre : Bakhchali Bakhchaliyev, homme politique azerbaïdjanais (° 20 août 1920).
- 14 novembre : Pieter Menten, criminel de guerre, homme d'affaires et collectionneur d'art néerlandais (° 26 mai 1899).
- 18 novembre : Jacques Anquetil, coureur cycliste français (° 8 janvier 1934).
- 25 novembre : Anton Pieck, peintre et illustrateur néerlandais (° 19 avril 1895).